# Río Vorskla
El río Vorskla (del ruso: Ворскла); en ucraniano: Ворскла; en polaco: Worskla es un afluente del río Dniéper, que nace en Rusia y fluye a través de Ucrania. Tiene una longitud de 464 km y una cuenca hidrográfica de 14 700 km². El río es en su mayor parte navegable, entre su delta y la ciudad de Kobelyaky.
En 1399, la batalla del río Vorskla se combatió en la zona. En 1709, la ciudad de Poltava, en las orillas del río Vorskla, fue asediada por Carlos XII.
Afluentes de este río son: (por la derecha): Vorsklytsia, Boromlya, (por la izquierda): Merlo, Kolomak y Tahamlik.
Grandes ciudades ubicadas en el río son: Poltava, la capital del óblast de Poltava, Ojtyrka y Kobelyaky.